# Fantasmas en la casa
Fantasmas en la casa es una película española de comedia estrenada en 1961, dirigida por Pedro Luis Ramírez y protagonizada en los papeles principales por Fernando Rey, Tony Leblanc y Luz Márquez.
Está basada en la obra teatral Los habitantes de la casa deshabitada, estrenada en 1942 por Enrique Jardiel Poncela.

## Sinopsis
Raimundo Rodríguez de Toledo es un dramaturgo de éxito, que durante un viaje en tren se reencuentra con Cristina, una joven con la que tiempo atrás estuvo a punto de casarse. Cristina se encuentra retenida en una vieja mansión que parece estar habitada por fantasmas, lo cual la está llevando al borde de la locura. Este hecho permitiría a sus tutores legales incapacitar a la joven y quedarse con la fortuna que tiene que heredar. Raimundo, acompañado por su fiel camarero Gregorio, buscará desentrañar la verdad detrás de esta situación misteriosa.

## Reparto
- Tony Leblanc ... Gregorio
- Luz Márquez ... Cristina
- Fernando Rey ... Raimundo Rodríguez de Toledo
- Rosario García Ortega ... Leonor
- Manolo Gómez Bur ... Aniceto
- Alfonso Godá ... Andrés Fiorli
- Rafael Bardem  ... El Húngaro
- Goyo Lebrero ... Elías
- Xan das Bolas ... Pascasio
- Joaquín Roa ... Doctor Baselga
- Francisco Bernal ... Melanio Carrillo
- José Calvo ... Revisor
- Agustín González ... Recomendado de Melanio
- Pilar Laguna ... Tortolita en el tren
- Aníbal Vela (hijo) ... Tortolito en el tren
- Félix Briones ... Dueño de la venta
- Rufino Inglés ... Recepcionista
- Juan Cazalilla ... Un viandante